# سیارک ۱۱۵۶
سیارک ۱۱۵۶ (به انگلیسی: 1156 Kira، نامگذاری:1928DA) هزار و صد و پنجاه و ششمین سیارک کشف شده‌است که در ۲۲ فوریه ۱۹۲۸ و در هایدلبرگ کشف شد.
قدر مطلق سیارک برابر ۱۲٫۴۰ است.